# Hofmannové
Hofmannové z Grünbüchlu a Střechova (psáni též z Grünbühelu a Strechau, či z Grünpichlu) byli štýrský šlechtický rod, který přišel do českých zemí v 16. století.

## Historie
Zakladatelem rodu byl rytíř Georg Hofmann, který se v roce 1440 stal správcem Massenbergu u Leobenu. Jeho syn Friedrich Hofmann byl již zástavním držitelem panství Wolkenstein a zároveň majitel mnoha statků a důchodů v oblasti od Rottenmannu až po Schladming. Friedrich se oženil Margaretou Püchlerovou z Grünbüchlu, čímž získal panství s hradem Grünbüchel, které leželo severně nedaleko od Rottenmannu. Od té doby se potomci po Friedrichovi píší s přízviskem „z Grünbüchlu“. Friedrich a Margareta měli dceru a dva syny. Jediná dcera Anna Regina se provdala za pána z Königsbergu. Syn Andreas se snažil o politickou kariéru, kterou započal jako zástupce štýrských stavů. Poté využil příležitost působit na dvoře císaře Ferdinanda I. Habsburského. Oženil se s Kordulou von Kolnitz, s níž měl dvě děti Christofa a Potentianu, která se provdala za Sigmunda z Lodronu. S jeho potomky však tato linie rodu vymřela.

### Štýrská rodová linie

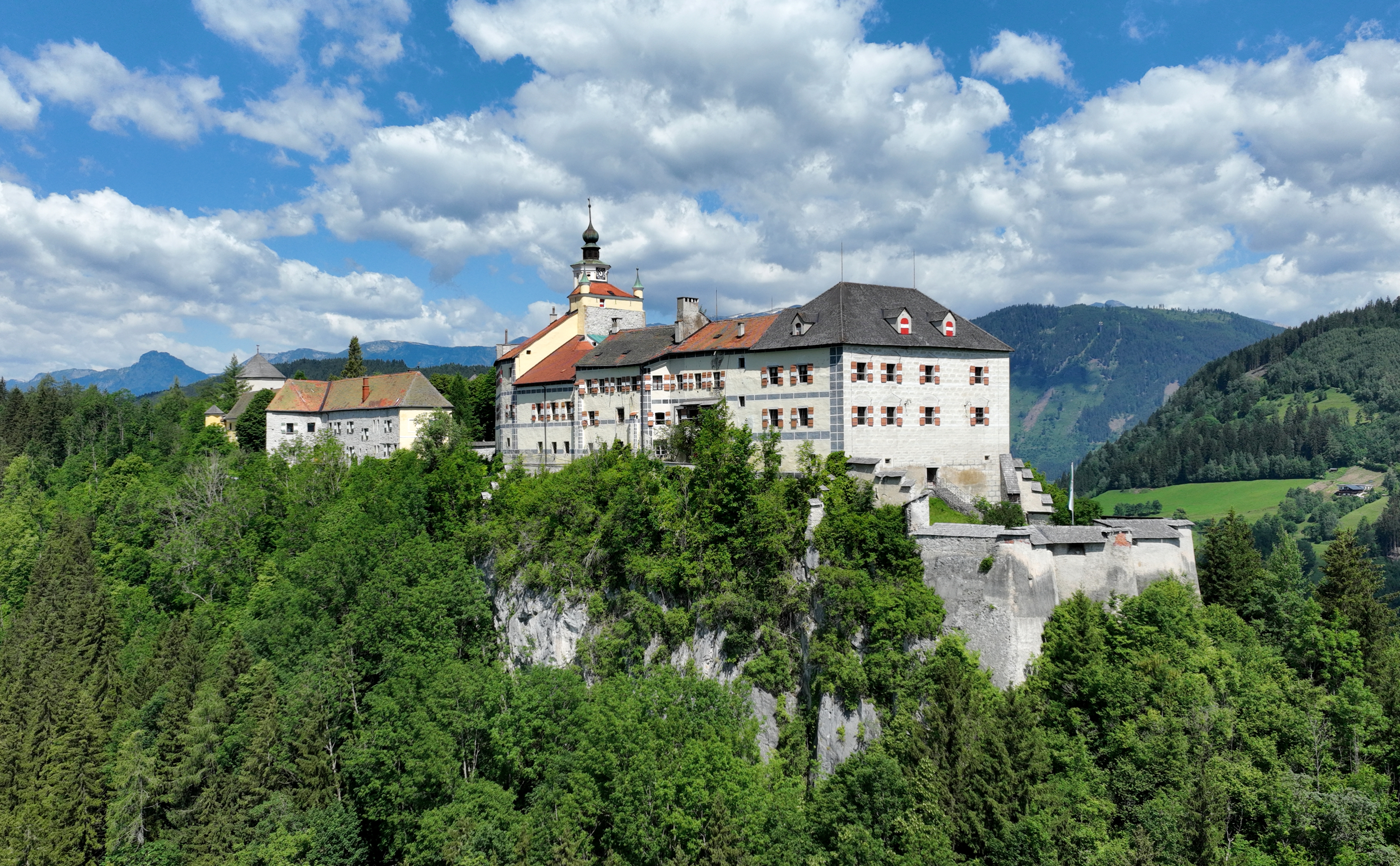
Hrad Strechau (Střechov)

Druhý syn Hans Hofmann (1492–1564) rod Hofmannů společensky pozvedl a přiblížil k císařskému dvoru. Vystupoval jako zástupce Štýrska. Jeho ženou se stala Potentiana z Oberburgu, dcera Wolfganga z Oberburgu. Po její brzké smrti se v roce 1540 znovu oženil s rakouskou šlechtičnou Potentianou z Rogendorfu, dcera Wolfganga z Rogendorfu a jeho první manželky Alžběty z Lichtenštejna (1483-1517). Tímto svazkem se stal švagrem Jošta z Rožmberka. Z manželství se narodily tři synové a čtyři dcery. V roce 1522 byl Hans Hofmann jmenován radou štýrského arciknížete, v roce 1526 získal titul královského komořího. Stal se následovníkem kancléře a komorníka Gabriela de Salamanca hraběte z Ortenburgu. Hans Hofmann již vlastnil jedno z největších hornoštýrských panství, které se zapsalo do historie jako místo s nejmodernějším železářským podnikáním. Do jeho služeb vstupovali nejznámější a nejučenější montanisté své doby. Díky železářské výrobě se Štýrsko dostalo do popředí. Jeho dalším zájmem byla severní Morava, která ho lákala hankštejnskými stříbrnými doly. Kolem roku 1542 již byl jedním ze zdejších moravských kverků. Roku 1527 rozšířil svůj majetek o panství Strechau, které mu za oddanou službu prodal král Ferdinand I. a o  rok později rok později byl jmenován hejtmanem na vídeňském Novém Městě. V roce 1535 ho král Ferdinand I. povýšil do panského stavu s titulem „svobodný pán z Grünbüchlu a Strechau“. Sídlem rodu se stal hrad Střechov. V letech 1535–1556 Hans Hofmann zastával úřad prezidenta dvorské komory a v roce 1540 mu císař dědičně udělil úřad hofmistra ve Štýrsku. Pro to jak se dokázal prosadit v politických i diplomatických kruzích byl nazýván „velký baron“.
Jeho nejstarší syn Adam Hofmann (1523–1573) se poprvé oženil s Alžbětou hraběnkou ze Salmu, s níž měl jediného potomka Hanse Adama. Po její smrti v roce 1557 se podruhé oženil s Rosinou svobodnou paní z Polheimu. Toto manželství zůstalo bezdětné. Adam navázal na politickou kariéru svého otce. Po otcově smrti získal úřad nejvyššího hofmistra ve Štýrsku. Byl hluboce oddán učení Martina Luthera. V roce 1560 od císaře Ferdinanda I. získal spolu s bratrem Ferdinandem úřad dědičného maršálka v Horních a Dolních Rakousích. Adam Hofmann v roce 1573 zemřel na svém hradě ve Štýrsku a byl pohřben se svou první manželkou.
Po smrti Hanse Hofmanna se jeho majetků a úřadů ujal prostřední syn Hans Friedrich Hofmann (1538/39–1590), který již během jeho života vystupoval jako pravá ruka svého otce. Spolu s bratry získal nejlepší vzdělání a stejně jako jeho bratři byl vyznavačem luteránství. Poprvé se oženil v roce 1560 s baronkou Juditou z Windischgrätze. Štýrské stavy věnovaly novomanželům tisíc zlatých a sám císař Ferdinand I. jim věnoval stříbrný pohár. S Juditou měli čtyři syny a jednu dceru. Po smrti manželky se podruhé oženil v roce 1584 s Marií Salome ze Starhembergu s níž měl dvě dcery Potentianu a Alžbětu. Hans Friedrich se ve společenském žebříčku posunul dál než jeho otec, vystupoval jako mluvčí štýrských stavů a zároveň jako nejpřednější představitel Štýrska. Více než dvě desítky let působil jako zemský maršálek. Od roku 1565 se stal tajným radou. Na pražské korunovaci Maxmiliána II. v roce 1562 vystupoval jako vyslanec štýrských stavů. V roce 1574 byl jmenován do úřadu zemského správce a zástupce zemského hejtmana. O rok později zastupoval Štýrsko při volbě císaře Rudolfa II. Na říšském sněmu v roce 1576, kde vystupoval proti Turkům. Obrana proti turecké hrozbě se pak stala jeho hlavním úkolem. Byl také jedním z předních podporovatelů protestantských stavů a Lutherova učení. Jako představitel a mluvčí protestantských stavů se z velké části podílel na uzavření náboženského míru ve Štýrském Hradci roku 1572. Tím si vysloužil upadnutí v nemilost u arcivévody Karla II. a byl mu zakázán přístup k zemským a dvorským právům. Poté se vztáhl do ústraní a svůj úřad zemského maršálka předal svému nejstaršímu synovi Hansu Friedrichu mladšímu (1571–1617). V roce 1590 zemřel na zámku Střechov. Jeho smrtí skončil vzestup rodu ve Štýrsku. Majetek si rozdělili synové  Hans Friedrich ml., Wolf Sebastian, Ferdinand a Nikolaus. Význam rodu upadl vlivem protireformace, která se projevila na finanční oblasti. Hofmannové odváděli ohromné částky na boj proti Turkům a mezitím věnovali vysoké sumy na podporu protestantismu ve Štýrsku. Všechny tyto události vedly k postupnému pádu rodu ve Štýrsku.

### Janovická rodová linie

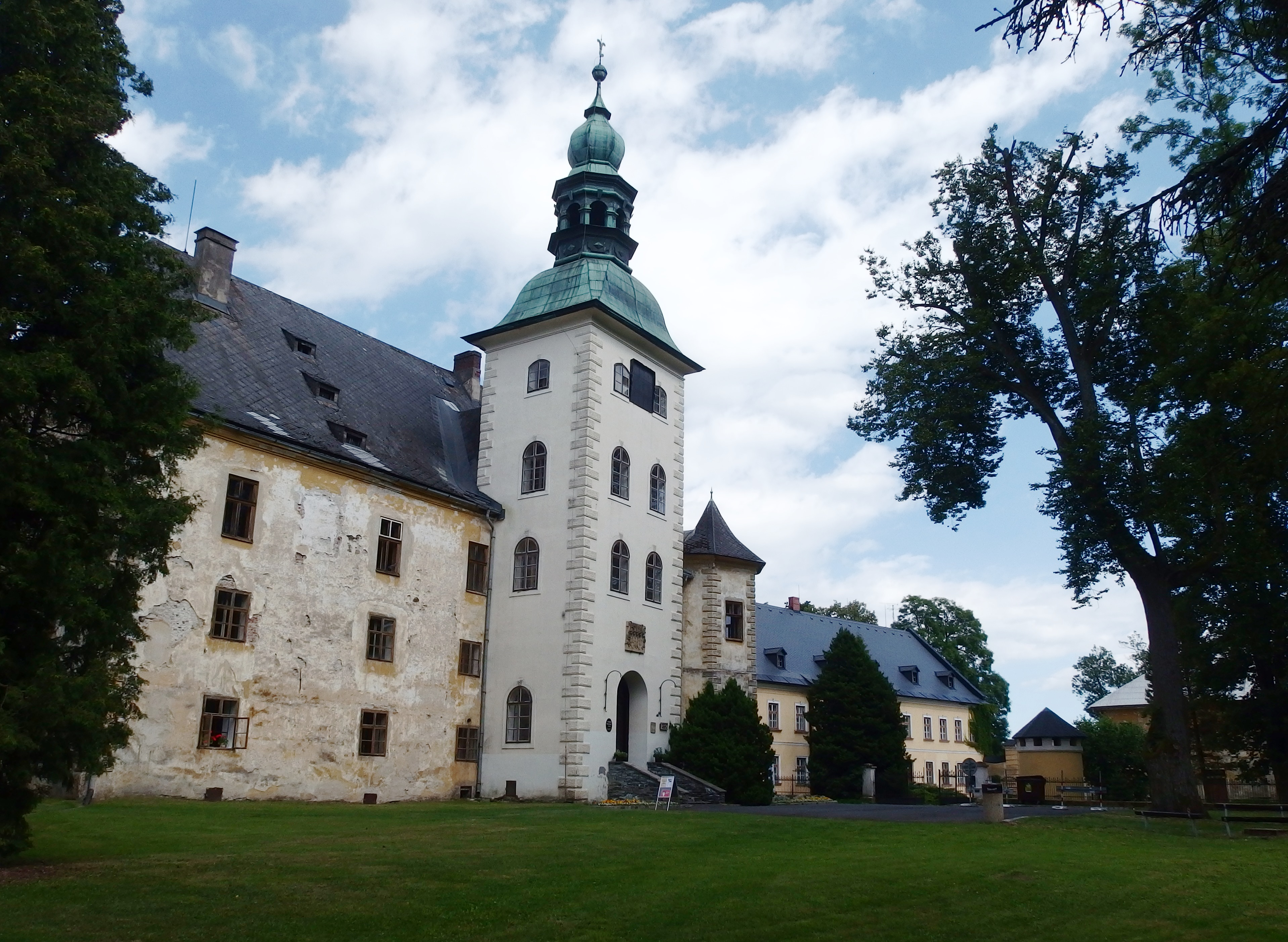
Zámek Janovice

Zakladatelem české větve rodu Hofmannů byl nejmladší ze synů Hanse Hofmanna, Ferdinand Hofmann (1540–1607). Císař Rudolf II. ho v roce 1576 jmenoval císařským dvorním a komorním radou, čímž se jeho působení omezilo převážně na Prahu. V roce 1580 byl jmenován císařským tajným radou, prezidentem dvorské komory a poté i nejvyšším válečným radou. Svůj majetek rozšířil o rabštejnsko-janovické panství a rabštejnské panství. Pád jeho politické kariéry zapříčinil rostoucí náboženský a politický tlak, kvůli jeho protestantskému vyznání. V roce 1600 tak odešel ze dvora do ústraní na panství Janovice, kde žil až do své smrti v roce 1607. Své panství výrazně hospodářsky pozvedl a zvelebil. Pomáhal náboženským imigrantům a shromáždil významnou renesanční knihovnu čítající více než 4000 svazků.
Po jeho smrti se pokračovatelem rodu stal Ondřej Hofmann (1570?–1617), který však nezastával žádné dvorské funkce. Staral se o janovické panství, kde žil spolu se svou manželkou Johanou Apolenou. Po jeho smrti se dědicem stal teprve desetiletý syn Wolfgang Ferdinand (1607–1641). Jeho poručnicí se stala jeho teta Anna, manželka Viléma Friedricha ze Žerotína na Starém Jičíně a Mořicích. Všichni jeho poručníci byli luteráni. V roce 1638 byl kvůli své luteránské víře nucen odejít do exilu do Polska, kde se uchýlil na statek své manželky a kde o tři roky později zemřel.
Posledním členem janovické rodové linie byl Wolfgangův syn Wolfgang Friedrich (1631–1664). Spolu s rodiči byl nucen opustit zemi a žít v exilu. Situace se vyřešila v roce 1655, když se s manželkou Marií Magdalenou hraběnkou z Losensteinu, nechali pokřtít v Římě. Jako katolík se mohl vrátit na Moravu a převzít rodové statky. V roce 1664 Wolfgang Friedrich se svou ženou odjeli do lázeňského městečka Landek, kde se nakazili a následně oba zemřeli při epidemii neštovic. Smrtí Wolfganga Friedriecha rod vymřel po meči. Dědičkami rodu se staly dvě nezletilé dcery Juana Xaverie a Marie Alžběta. Po smrti jejich babičky Kateřiny Barbary Hofmannové se jejich poručníkem stal kníže Ferdinand z Ditrichštejna (1636–1698). Obě dívky byly vychovávány v přísné katolické víře a kníže Dietrichštejn se stal správcem hofmannovského majetku. Janu Xaverii později provdal za svého blízkého příbuzného hraběte Siegfrieda z Dietrichštejna a její sestru Marii Alžbětu za hraběte Filipa Zikmunda z Ditrichštejna. Majetek rodu Hofmannů tak postupně zcela přešel do majetku rodu Dietrichštejnů.

## Erb
Erb je tvořen čtvrceným štítem, v 1. a 4. poli je korunovaný kozel, v 2. a 3. poli je svázaný snop.

## Sídla a panství
Rodovým sídlem štýrské linie se stal hrad Střechov (Strechau) poblíž Rottenmannu v Rakousku.
Hlavním sídlem české rodové linie se stal zámek Janovice. Do majetku Hofmannů patřil pustý hrad Rabštejn a rabštejnské panství, pustý hrad Strálek, město Rýmařov a rýmařovské panství, Hankštejn a ves Janovice. Později bylo připojeno také panství Grabštejn spolu s hradem Grabštejn.

## Knihovna

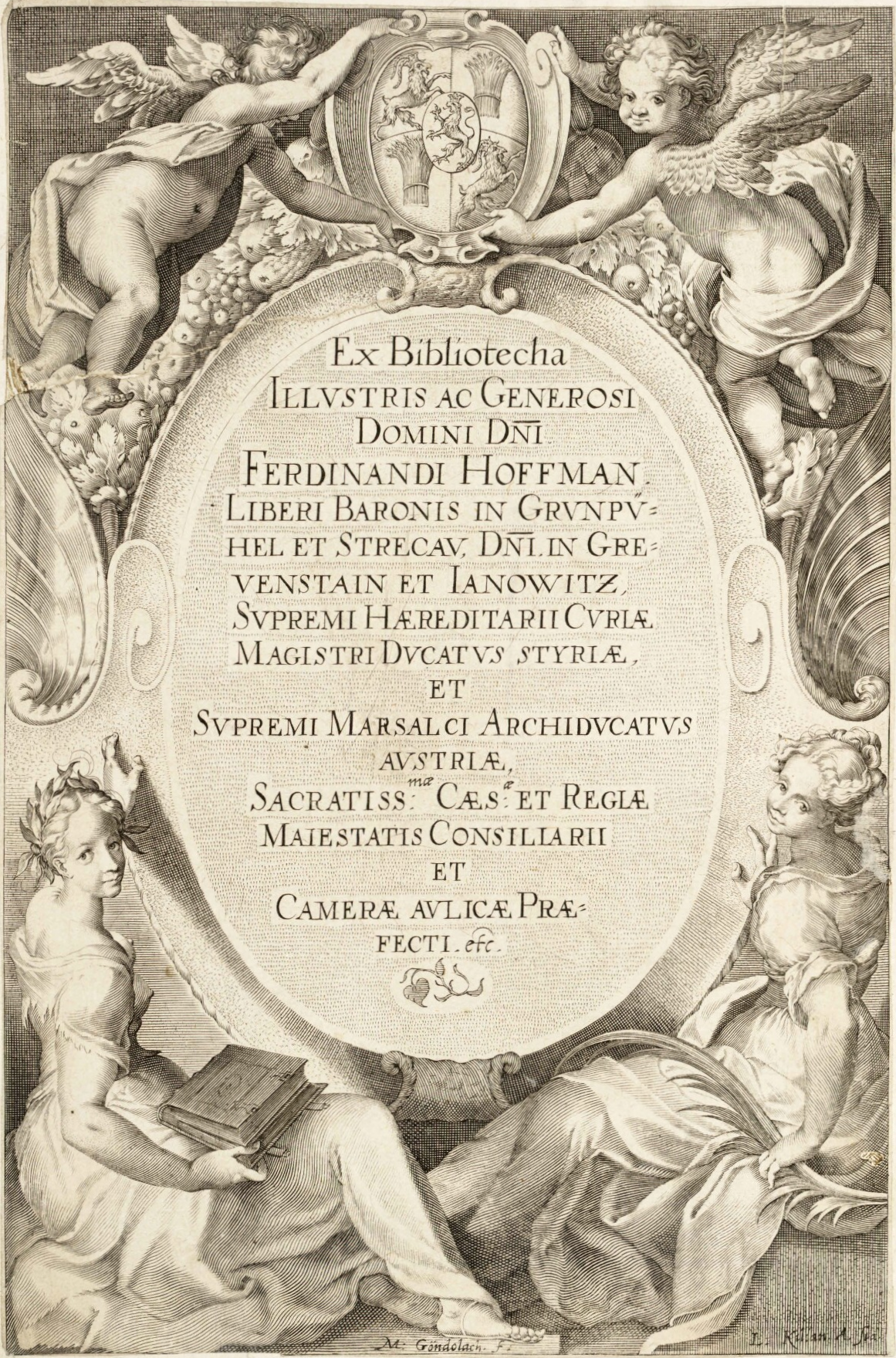
Ex libris Ferdinanda Hofmanna

Rod Hofmannů počínaje Ferdinandem Hofmannem shromáždil významnou renesanční a barokní knihovnu, kteří čítala více než 4000 svazků. Poté, co knihovnu od dědiček rodu získal kníže z Dietrichštejna, byla sloučena s dietrichštejnskou knihovnou a převezena do Brna do mikulovského zámku. V majetku Dietrichštejnů knihovna zůstala až do 30. let 20. století, poté byla rozprodána v dražbách. Část odkoupil Československý stát. 212 svazků z původní Ferdinandovy knihovny vlastní Vědecká knihovna v Olomouci. Další knihy se nacházejí v Dietrichsteinské knihovně v Mikulově a také ve fondu Knihovny Národního muzea.